# Morawa (Australie-Occidentale)
Pour les articles homonymes, voir Morawa.
 (mars 2025).
Si vous disposez d'ouvrages ou d'articles de référence ou si vous connaissez des sites web de qualité traitant du thème abordé ici, merci de compléter l'article en donnant les références utiles à sa vérifiabilité et en les liant à la section « Notes et références ».
Morawa est une localité d’Australie-Occidentale. C'est le centre administratif du Comté de Morawa.